# Friedrich Albert von Zenker
Friedrich Albert von Zenker (Dresde, 13 de marzo de 1825-Plau am See, Mecklemburgo; 13 de junio de 1898) fue un naturalista, zoólogo, botánico, médico, y patólogo, célebre por su descubrimiento de la triquinosis.

## Biografía
Aborigen de Dresde, y educado en Leipzig y en Heidelberg. Mientras en Leipzig, trabajó como asistente de Justus Radius en el St. Georg Hospital. Anexa al hospital ciudad de Dresde en 1851, agregó, en 1855, las funciones de profesor de anatomía patológica y patología general en la academia-quirúrgico médica de esa ciudad. En 1862 se convirtió en profesor de anatomía patológica y de farmacología en Erlangen. Tres años después, asumió con Hugo Wilhelm von Ziemssen la dirección editorial del "Deutsches Archiv für klinische Medizin". En 1895, se retiró del servicio activo.
En 1860, se produjo su importante descubrimiento del peligro de contacto con la triquina.

## Algunas publicaciones
- 1860. "Ueber die Trichinenkrankheit des Menschen", en el v. xviii de Archivos Virchows.
- Beiträge zur Lehre von der Trichinenkrankheit. Historischer Überblick in „Deutsches Archiv für klinische Medicin“, 1866; 1: 90-124.
(archivo en colaboración con Hugo Wilhelm von Ziemssen de 1866 a 1897)
- Beiträge zur normalen und pathologischen Anatomie der Lungen. Dresden, G. Schönfelds Buchhandlung, 1862.
Primera descripción de la embolia grasa pulmonar en humanos.
- Über die Veränderungen der willkürlichen Muskeln in Typhus abdom. Leipzig, 1864.
- Krankheiten des Oesophagus, con Hugo Wilhelm von Ziemssen, Leipzig, 1867.
(también en el manual general de Ziemssens Therapie, 1874; 7 ( 1) Anhang, p. 1-208)
- Über Staubinhalationskrankheiten der Lungen. Deutsches Archiv für klinische Medicin, 1867, II: 116-172.
- Zur pathologischen Anatomie der acuten gelben Leberatrophie. Deutsches Archiv für klinische Medicin, Leipzig, 1872; X.
- Über den Cysticercus racemosus des Gehirns. Bonn, 1882.

## Honores
- 1833: Kaiserlich Leopoldinisch-Carolinische Deutsche Akademie der Naturwissenschaftler (Academia imperial Léopold-Carol de Ciencias Naturales - Leopoldina) de Halle.

- 1865: galardón de Premio Monthyon por la Academia de Ciencias de Francia.[1]

### Eponimia
El divertículo de Zenker, un divertículo patológico falso, de la pared posterior de la faringe, a través de las partes tirofaríngeo y cricofaríngeo del músculo constrictor inferior, lleva su nombre.
- La abreviatura «F.Zenker» se emplea para indicar a Friedrich Albert von Zenker como autoridad en la descripción y clasificación científica de los vegetales.[2]